# Able Archer 83
Able Archer 83 (hrv: Spremni strijelac '83), bila je vojna vježba NATO saveza održana od 7. do 11. studenog 1983. godine u kojoj su bile simulirane kontrolne procedure za upotrebu konvencionalnih oružja i oružja za masovno uništenje. Zbog nezgodnih okolnosti u kojima se vježba odigrala, neki ju smatraju jednim od trenutaka hladnog rata u kojima je nuklearni sukob zamalo izbjegnut.

## Kontekst
Početkom osamdesetih godina na čelo SAD-a dolazi Ronald Reagan koji je zagovarao tvrdu politiku prema Sovjetskom savezu, čija se znakovitost iščitavala iz njegovog govora u kojem je SSSR nazvao: "carstvom zla". 1982. godine umire Leonid Brežnjev a na čelu SSSR-a ga zamjenjuje tvrdolinijaški bivši šef KGB-a Jurij Andropov. U rujnu 1983. Sovjeti su greškom srušili korejski putnički zrakoplov KAL-007, što je izazvalo zgražanje na zapadu. Ovakve okolnosti dovele su do toga da dvije strane prestale međusobno komunicirati što je ostavilo prostor za pojavu nezgodnih interpretacija pri tumačenju suparničkih poteza.  

### Operacija Ryan
Kao odgovor na nove okolnosti, Andropov je 1981. dao pokrenuti Operaciju Ryan (hrv: Operacija raketno-nuklearni napad) u kojoj su sovjetski agenti diljem svijeta trebali prikupljati podatke o mogućem napadu na SSSR. Prema pisanju povjesničara Tvrtka Jakovine: "cijela [sovjetska] politika se bavila paranoidnom interpretacijom Reaganovih poteza, pri čemu agenti nisu zazirali ni od laži i krivih informacija".

### Stanislav Petrov i lažna uzbuna iz rujna 1983
U takvoj atmosferi paranoje, 26. rujna 1983. u sovjetskom postrojenju za rano uzbunjivanje Serpukhov-15 nadomak Moskve upalio se alarm koji je označavao da je iz Amerike lansirano 5 interkontinentalnih balističkih projektila Minuteman. Nakon pregledavanja satelitskih snimki osoblje nije bilo potpuno sigurno jesi li projektili lansirani ili ne. Pukovnik Stanislav Petrov, koji je tada bio na smjeni, po proceduri je trebao obavijestiti državni vrh kako bi Andropov donio odluku o uzvratnom udaru. Petrov je prosudio da je riječ o grešci sustava zaključivši da u slučaju stvarnog napada ne bi bilo lansirano samo 5 projektila, već čitava salva. Iako se pokazalo da je bio u pravu, Petrov je kasnije smijenjen jer navodno nije zapisao u dnevnik što se dogodilo. Sisteme za uzbunjivanje je, čini se, upalio odraz sunca koji se od oblaka odbio u satelit.

## Scenarij vježbe
Scenarij vježbe Able Archer 83 zamišljao je napad tzv. "narančastih snaga" koje su zapravo simbolizirale snage Varšavskog pakta - na Jugoslaviju, zbog političkih nemira u toj zemlji. "Plave snage" (NATO), su potom branile svoje saveznike, a narančaste snage su nastavile napadati ofenzivom na Finsku, Norvešku i Grčku. Zbog eskalacije sukoba, došlo je do uporabe kemijskih te potom nuklearnih oružja. Plave snage u vježbi su se trebale kretati kroz Europu koristeći kriptirane komunikacijske sustave za koordinaciju.
Sovjetski je vrh u jednom trenutku smatrao da je vježba krinka za stvarni napad pa su letjelice s nuklearnim kapacitetima u Njemačkoj Demokratskoj Republici i Poljskoj stavljene u stanje pripravnosti. Sovjetska mornarica pokrenula je manevre u Norveškom moru, najavljen je kraj moratorija na rakete SS-20 a sovjetski nosači helikoptera poslani su prema Kubi. Do kraja vježbe nisu se dogodili nikakvi incidenti, pa je vježba mirno završena 11. studenog 1983., ali, prema povjesničaru Jakovini, nakon razdoblja Detanta ponovno se obnovio period u kojem je bilo prisutno stanje ratne psihoze. Zapadne službe informacije o razini paranoje u SSSR-u dobile su tek kasnije od KGB-ova londonskog dvostrukog agenta iz Olega Gordievskog koji je prešao na suprotnu stranu.

## U popularnoj kulturi
Dokumentarni film "1983: The Brink of Apocalypse" (hrv: 1983: Na rubu apokalipse), iz 2007. godine u produkciji britanske televizijske kuće Channel 4 bavi se događajima vezanim uz Able Archer 83.